# I 100 libri migliori di sempre secondo Norwegian Book Club
La World Library è una lista dei 100 libri migliori, come proposto da 100 scrittori di 54 paesi diversi, compilata e organizzata nel 2002 dall'associazione De norske Bokklubbene (Club norvegese del libro). Il tentativo della lista è di riflettere la letteratura mondiale, con libri di tutti i paesi, culture e periodi. Undici dei libri inclusi sono scritti da donne, 85 da uomini e 4 da anonimi. Ogni scrittore coinvolto doveva selezionare una personale lista di dieci libri.
I cento libri selezionati tramite questo processo, ed elencati qui, non sono classificati né suddivisi in alcun modo; gli organizzatori hanno inteso affermare che i testi "sono tutti sullo stesso piano", ad eccezione del Don Chisciotte, che è stato definito come "la più grande opera letteraria mai scritta". La seguente lista organizza i lavori in ordine alfabetico per autore ma è possibile visualizzarla secondo l'ordine di ciascun campo, cliccando sull'intestazione di ogni colonna.

## Lista dei 100 libri migliori di tutti i tempi
| Titolo                                         | Autore                     | Anno                     | Paese                     | Lingua        |
| ---------------------------------------------- | -------------------------- | ------------------------ | ------------------------- | ------------- |
| Le cose crollano                               | Chinua Achebe              | 1958                     | Nigeria                   | inglese       |
| Fiabe                                          | Hans Christian Andersen    | 1835-1837                | Danimarca                 | danese        |
| Divina Commedia                                | Dante Alighieri            | 1321                     | Italia                    | italiano      |
| Epopea di Gilgameš                             | anonimo                    | XVIII-XVII secolo a.C.   | Impero accadico           | accadico      |
| Libro di Giobbe                                | anonimo                    | VI-IV secolo a.C.        | Impero persiano           | ebraico       |
| Le mille e una notte                           | anonimo                    | 700-1500                 | Califfato Abbaside, India | arabo         |
| Njáls saga                                     | anonimo                    | XIII secolo              | Islanda                   | norreno       |
| Orgoglio e pregiudizio                         | Jane Austen                | 1813                     | Regno Unito               | inglese       |
| Papà Goriot                                    | Honoré de Balzac           | 1835                     | Francia                   | francese      |
| Molloy, Malone muore, L'innominabile           | Samuel Beckett             | 1951-1953                | Irlanda                   | francese      |
| Decameron                                      | Giovanni Boccaccio         | 1349-1353                | Italia                    | italiano      |
| Finzioni                                       | Jorge Luis Borges          | 1944-1986                | Argentina                 | spagnolo      |
| Cime tempestose                                | Emily Brontë               | 1847                     | Regno Unito               | inglese       |
| Lo straniero                                   | Albert Camus               | 1942                     | Algeria, Francia          | francese      |
| Poesie                                         | Paul Celan                 | 1952                     | Romania                   | tedesco       |
| Viaggio al termine della notte                 | Louis-Ferdinand Céline     | 1932                     | Francia                   | francese      |
| Don Chisciotte della Mancia                    | Miguel de Cervantes        | 1605-1615                | Spagna                    | spagnolo      |
| I racconti di Canterbury                       | Geoffrey Chaucer           | XIV secolo               | Inghilterra               | inglese       |
| Racconti                                       | Anton Čechov               | 1886                     | Russia                    | russo         |
| Nostromo                                       | Joseph Conrad              | 1904                     | Regno Unito               | inglese       |
| Grandi speranze                                | Charles Dickens            | 1861                     | Regno Unito               | inglese       |
| Jacques il fatalista                           | Denis Diderot              | 1796                     | Francia                   | francese      |
| Berlin Alexanderplatz                          | Alfred Döblin              | 1929                     | Germania                  | tedesco       |
| Delitto e castigo                              | Fëdor Dostoevskij          | 1865                     | Russia                    | russo         |
| L'idiota                                       | Fëdor Dostoevskij          | 1869                     | Russia                    | russo         |
| I demoni                                       | Fëdor Dostoevskij          | 1872                     | Russia                    | russo         |
| I fratelli Karamazov                           | Fëdor Dostoevskij          | 1880                     | Russia                    | russo         |
| Middlemarch                                    | George Eliot               | 1871                     | Regno Unito               | inglese       |
| Uomo invisibile                                | Ralph Ellison              | 1952                     | Stati Uniti               | inglese       |
| Medea                                          | Euripide                   | 431 a.C.                 | Antica Grecia             | greco antico  |
| Assalonne, Assalonne!                          | William Faulkner           | 1936                     | Stati Uniti               | inglese       |
| L'urlo e il furore                             | William Faulkner           | 1929                     | Stati Uniti               | inglese       |
| Madame Bovary                                  | Gustave Flaubert           | 1857                     | Francia                   | francese      |
| L'educazione sentimentale                      | Gustave Flaubert           | 1869                     | Francia                   | francese      |
| Romancero gitano                               | Federico García Lorca      | 1928                     | Spagna                    | spagnolo      |
| Cent'anni di solitudine                        | Gabriel García Márquez     | 1967                     | Colombia                  | spagnolo      |
| L'amore ai tempi del colera                    | Gabriel García Márquez     | 1985                     | Colombia                  | spagnolo      |
| Faust                                          | Johann Wolfgang von Goethe | 1832                     | Weimar, Germania          | tedesco       |
| Le anime morte                                 | Nikolaj Vasil'evič Gogol'  | 1842                     | Russia                    | russo         |
| Il tamburo di latta                            | Günter Grass               | 1959                     | Germania                  | tedesco       |
| Grande Sertão                                  | João Guimarães Rosa        | 1956                     | Brasile                   | portoghese    |
| Fame                                           | Knut Hamsun                | 1890                     | Norvegia                  | norvegese     |
| Il vecchio e il mare                           | Ernest Hemingway           | 1952                     | Stati Uniti               | inglese       |
| Casa di bambola                                | Henrik Ibsen               | 1879                     | Norvegia                  | norvegese     |
| Ulisse                                         | James Joyce                | 1922                     | Irlanda                   | inglese       |
| La metamorfosi ed altri racconti               | Franz Kafka                | 1924                     | Austria                   | tedesco       |
| Il processo                                    | Franz Kafka                | 1925                     | Austria                   | tedesco       |
| Il castello                                    | Franz Kafka                | 1926                     | Austria                   | tedesco       |
| Abhijñānaśākuntalam                            | Kālidāsa                   | I secolo-IV secolo       | Impero gupta, India       | sanscrito     |
| Il suono della montagna                        | Yasunari Kawabata          | 1954                     | Giappone                  | giapponese    |
| Zorba il greco                                 | Nikos Kazantzakis          | 1946                     | Grecia                    | greco moderno |
| Figli e amanti                                 | David Herbert Lawrence     | 1913                     | Regno Unito               | inglese       |
| Gente indipendente                             | Halldór Laxness            | 1934-1935                | Islanda                   | islandese     |
| Canti                                          | Giacomo Leopardi           | 1831-1835                | Italia                    | italiano      |
| Il taccuino d'oro                              | Doris Lessing              | 1962                     | Regno Unito               | inglese       |
| Pippi Calzelunghe                              | Astrid Lindgren            | 1945                     | Svezia                    | svedese       |
| Diario di un pazzo                             | Lu Hsun                    | 1918                     | Cina                      | cinese        |
| Il rione dei ragazzi                           | Naguib Mahfouz             | 1959                     | Egitto                    | arabo         |
| I Buddenbrook                                  | Thomas Mann                | 1901                     | Germania                  | tedesco       |
| La montagna incantata                          | Thomas Mann                | 1924                     | Germania                  | tedesco       |
| Moby-Dick                                      | Herman Melville            | 1851                     | Stati Uniti               | inglese       |
| Saggi                                          | Michel de Montaigne        | 1595                     | Francia                   | francese      |
| La Storia                                      | Elsa Morante               | 1974                     | Italia                    | italiano      |
| Amatissima                                     | Toni Morrison              | 1987                     | Stati Uniti               | inglese       |
| Genji monogatari                               | Murasaki Shikibu           | XI secolo                | Giappone                  | giapponese    |
| L'uomo senza qualità                           | Robert Musil               | 1930-1932                | Austria                   | tedesco       |
| Lolita                                         | Vladimir Nabokov           | 1955                     | Stati Uniti               | inglese       |
| Iliade                                         | Omero                      | VIII secolo a.C.         | Antica Grecia             | greco antico  |
| Odissea                                        | Omero                      | VIII-VII secolo a.C.     | Antica Grecia             | greco antico  |
| 1984                                           | George Orwell              | 1949                     | Regno Unito               | inglese       |
| Le metamorfosi                                 | Ovidio                     | 8 d.C.                   | Impero romano             | latino        |
| Libro dell'inquietudine                        | Fernando Pessoa            | 1928                     | Portogallo                | portoghese    |
| Racconti                                       | Edgar Allan Poe            | XIX secolo-1845          | Stati Uniti               | inglese       |
| Alla ricerca del tempo perduto                 | Marcel Proust              | 1913-1927                | Francia                   | francese      |
| Gargantua e Pantagruel                         | François Rabelais          | 1532-1534                | Francia                   | francese      |
| Pedro Páramo                                   | Juan Rulfo                 | 1955                     | Messico                   | spagnolo      |
| Mathnawi                                       | Gialal al-Din Rumi         | 1258-1273                | Turchia                   | persiano      |
| I figli della mezzanotte                       | Salman Rushdie             | 1981                     | India                     | inglese       |
| Bustan                                         | Saadi                      | 1257                     | Persia, Impero mongolo    | persiano      |
| La stagione della migrazione a Nord            | Tayeb Salih                | 1971                     | Sudan                     | arabo         |
| Cecità                                         | José Saramago              | 1995                     | Portogallo                | portoghese    |
| Amleto                                         | William Shakespeare        | 1603                     | Inghilterra               | inglese       |
| Re Lear                                        | William Shakespeare        | 1608                     | Inghilterra               | inglese       |
| Otello                                         | William Shakespeare        | 1622                     | Inghilterra               | inglese       |
| Edipo re                                       | Sofocle                    | 430 a.C.                 | Antica Grecia             | greco antico  |
| Il rosso e il nero                             | Stendhal                   | 1830                     | Francia                   | francese      |
| Vita e opinioni di Tristram Shandy, gentiluomo | Laurence Sterne            | 1760                     | Inghilterra               | inglese       |
| La coscienza di Zeno                           | Italo Svevo                | 1923                     | Italia                    | italiano      |
| I viaggi di Gulliver                           | Jonathan Swift             | 1726                     | Irlanda                   | inglese       |
| Guerra e pace                                  | Lev Tolstoj                | 1865-1869                | Russia                    | russo         |
| Anna Karenina                                  | Lev Tolstoj                | 1877                     | Russia                    | russo         |
| La morte di Ivan Il'ič                         | Lev Tolstoj                | 1886                     | Russia                    | russo         |
| Le avventure di Huckleberry Finn               | Mark Twain                 | 1884                     | Stati Uniti               | inglese       |
| Rāmāyaṇa                                       | Vālmīki                    | III secolo a.C.          | India                     | sanscrito     |
| Eneide                                         | Virgilio                   | 29 a.C.-19 a.C.          | Impero romano             | latino        |
| Mahābhārata                                    | Vyāsa                      | IV secolo a.C.-IV secolo | India                     | sanscrito     |
| Foglie d'erba                                  | Walt Whitman               | 1855                     | Stati Uniti               | inglese       |
| La signora Dalloway                            | Virginia Woolf             | 1925                     | Regno Unito               | inglese       |
| Gita al faro                                   | Virginia Woolf             | 1927                     | Regno Unito               | inglese       |
| Memorie di Adriano                             | Marguerite Yourcenar       | 1951                     | Francia                   | francese      |

## Elenco degli scrittori consultati
| Nome                     | Paese                         |
| ------------------------ | ----------------------------- |
| Chinghiz Aitmatov        | Kirghizistan                  |
| Ahmet Altan              | Turchia                       |
| Aharon Appelfeld         | Israele                       |
| Paul Auster              | Stati Uniti d'America         |
| Félix de Azúa            | Spagna                        |
| Julian Barnes            | Inghilterra                   |
| Simin Behbahani          | Iran                          |
| Robert Bly               | Stati Uniti d'America         |
| André Brink              | Sudafrica                     |
| Suzanne Brøgger          | Danimarca                     |
| A. S. Byatt              | Inghilterra                   |
| Peter Carey              | Australia                     |
| Martha Cerda             | Messico                       |
| Jung Chang               | Cina/Inghilterra              |
| Maryse Condé             | Guadalupe                     |
| Mia Couto                | Mozambico                     |
| Jim Crace                | Inghilterra                   |
| Edwidge Danticat         | Haiti                         |
| Bei Dao                  | Cina                          |
| Assia Djebar             | Algeria                       |
| Mahmoud Dowlatabadi      | Iran                          |
| Jean Echenoz             | Francia                       |
| Kerstin Ekman            | Svezia                        |
| Nathan Englander         | Stati Uniti d'America         |
| Hans Magnus Enzensberger | Germania                      |
| Emilio Estévez           | Cuba                          |
| Nuruddin Farah           | Somalia                       |
| Kjartan Fløgstad         | Norvegia                      |
| Jon Fosse                | Norvegia                      |
| Janet Frame              | Nuova Zelanda                 |
| Marilyn French           | Stati Uniti d'America         |
| Carlos Fuentes           | Messico                       |
| Izzat Ghazzawi           | Palestina                     |
| Amitav Ghosh             | India                         |
| Pere Gimferrer           | Spagna                        |
| Nadine Gordimer          | Sudafrica                     |
| David Grossman           | Israele                       |
| Einar Már Guðmundsson    | Islanda                       |
| Seamus Heaney            | Irlanda                       |
| Christoph Hein           | Germania                      |
| Aleksandar Hemon         | Bosnia-Erzegovina             |
| Alice Hoffman            | Stati Uniti d'America         |
| Chenjerai Hove           | Zimbabwe                      |
| Sonallah Ibrahim         | Egitto                        |
| John Irving              | Stati Uniti d'America         |
| P. C. Jersild            | Svezia                        |
| Yasar Kemal              | Turchia                       |
| Jan Kjærstad             | Norvegia                      |
| Milan Kundera            | Repubblica Ceca/Francia       |
| Leena Lander             | Finlandia                     |
| John le Carré            | Inghilterra                   |
| Siegfried Lenz           | Germania                      |
| Doris Lessing            | Inghilterra                   |
| Astrid Lindgren          | Svezia                        |
| Viivi Luik               | Estonia                       |
| Amin Maalouf             | Libano/Francia                |
| Claudio Magris           | Italia                        |
| Norman Mailer            | Stati Uniti d'America         |
| Tomás Eloy Martínez      | Argentina                     |
| Frank McCourt            | Irlanda/Stati Uniti d'America |
| Gita Mehta               | India                         |
| Ana Miranda              | Brasile                       |
| Rohinton Mistry          | India/Canada                  |
| Abdel Rahman Munif       | Arabia Saudita                |
| Herta Müller             | Romania                       |
| V. S. Naipaul            | Trinidad e Tobago/Inghilterra |
| Cees Nooteboom           | Paesi Bassi                   |
| Ben Okri                 | Nigeria/Inghilterra           |
| Orhan Pamuk              | Turchia                       |
| Sara Paretsky            | Stati Uniti d'America         |
| Jayne Anne Phillips      | Stati Uniti d'America         |
| Valentin Rasputin        | Russia                        |
| João Ubaldo Ribeiro      | Brasile                       |
| Alain Robbe-Grillet      | Francia                       |
| Salman Rushdie           | India/Inghilterra             |
| Nawal El Saadawi         | Egitto                        |
| Hanan al-Shaykh          | Libano                        |
| Nihad Sirees             | Siria                         |
| Göran Sonnevi            | Svezia                        |
| Susan Sontag             | Stati Uniti d'America         |
| Wole Soyinka             | Nigeria                       |
| Gerold Späth             | Svizzera                      |
| Graham Swift             | Inghilterra                   |
| Antonio Tabucchi         | Italia                        |
| Fouad al-Tikerly         | Iraq                          |
| D. M. Thomas             | Inghilterra                   |
| Adam Thorpe              | Inghilterra                   |
| Kirsten Thorup           | Danimarca                     |
| Alexander Tkachenko      | Russia                        |
| Pramoedya Ananta Toer    | Indonesia                     |
| Olga Tokarczuk           | Polonia                       |
| Michel Tournier          | Francia                       |
| Jean-Philippe Toussaint  | Belgio                        |
| Mehmed Uzun              | Turchia                       |
| Nils-Aslak Valkeapää     | Finlandia                     |
| Vassilis Vassilikos      | Grecia                        |
| Yvonne Vera              | Zimbabwe                      |
| Fay Weldon               | Inghilterra                   |
| Christa Wolf             | Germania                      |
| A. B. Yehoshua           | Israele                       |
| Spôjmaï Zariâb           | Afghanistan                   |